# Cyclosa meruensis
Cyclosa meruensis là một loài nhện trong họ Araneidae.
Loài này thuộc chi Cyclosa. Cyclosa meruensis được Albert Tullgren miêu tả năm 1910.